# 水磨房话
水磨房话是在云南香格里拉发现的一种汉藏混合语。是一种词汇系统以汉语为主、语法系统高度藏语化的混合语。